# 리치 브링클리
리치 브링클리(영어: Ritch Brinkley, 1944년 3월 18일 ~ 2015년 11월 5일)는 미국의 배우이다. 텍사스주 콜로라도시티 출신.

## 영화
- 칠드런 온 데어 버스데이 (2002년)
- 브레이크다운 (1997년) - 엘 역
- 리벤지 (1994년)
- 못말리는 초보 선원 (1994년)
- 루비 (1992년)
- 닥터 모드리드 (1992년)
- 실루엣 (1990년)
- 사랑의 책 (1990년)
- 머피 브라운 (1988년)
- 인생의 반전 (1988년)
- 미녀와 야수 (1987년)
- 흑과 백 (1986년)
- 와일드 호스 (1985년)
- 사랑의 스파이 (1985년)
- 귀향 (1984년)
- 도전 (1980년)